# Sloanea ilicifolia
Sloanea ilicifolia là một loài thực vật có hoa trong họ Côm. Loài này được Urb. miêu tả khoa học đầu tiên năm 1922.